# Physocyclus
Genre
Physocyclus est un genre d'araignées aranéomorphes de la famille des Pholcidae.

## Distribution
Les espèces de ce genre se rencontrent du sud de l'Amérique du Nord au nord de l'Amérique du Sud, sauf Physocyclus globosus qui est cosmopolite par introduction.

## Liste des espèces
Selon World Spider Catalog (version 23.0, 28/05/2022) :
- Physocyclus bicornis Gertsch, 1971
- Physocyclus brevicornus Valdez-Mondragón, 2010
- Physocyclus californicus Chamberlin & Gertsch, 1929
- Physocyclus cornutus Banks, 1898
- Physocyclus darwini Valdez-Mondragón, 2010
- Physocyclus dugesi Simon, 1893
- Physocyclus enaulus Crosby, 1926
- Physocyclus franckei Valdez-Mondragón, 2010
- Physocyclus gertschi Valdez-Mondragón, 2010
- Physocyclus globosus (Taczanowski, 1874)
- Physocyclus guanacaste Huber, 1998
- Physocyclus hoogstraali Gertsch & Davis, 1942
- Physocyclus huacana Valdez-Mondragón, 2010
- Physocyclus lautus Gertsch, 1971
- Physocyclus lyncis Nolasco & Valdez-Mondragón, 2022
- Physocyclus mariachi Nolasco & Valdez-Mondragón, 2022
- Physocyclus marialuisae Valdez-Mondragón, 2010
- Physocyclus merus Gertsch, 1971
- Physocyclus mexicanus Banks, 1898
- Physocyclus michoacanus Valdez-Mondragón, 2010
- Physocyclus modestus Gertsch, 1971
- Physocyclus montanoi Valdez-Mondragón, 2010
- Physocyclus mysticus Chamberlin, 1924
- Physocyclus palmarus Jiménez & Palacios-Cardiel, 2013
- Physocyclus paredesi Valdez-Mondragón, 2010
- Physocyclus pedregosus Gertsch, 1971
- Physocyclus peribanensis Valdez-Mondragón, 2014
- Physocyclus platnicki Valdez-Mondragón, 2010
- Physocyclus pocamadre Nolasco & Valdez-Mondragón, 2022
- Physocyclus reddelli Gertsch, 1971
- Physocyclus rothi Valdez-Mondragón, 2010
- Physocyclus sarae Valdez-Mondragón, 2010
- Physocyclus sikuapu Nolasco & Valdez-Mondragón, 2022
- Physocyclus sprousei Valdez-Mondragón, 2010
- Physocyclus tanneri Chamberlin, 1921
- Physocyclus validus Gertsch, 1971
- Physocyclus viridis Mello-Leitão, 1940
- Physocyclus xerophilus Nolasco & Valdez-Mondragón, 2020

## Systématique et taxinomie
Ce genre a été décrit par Simon en 1893 dans les Pholcidae.

## Publication originale
- Simon, 1893 : Histoire naturelle des araignées. Paris, vol. 1, p. 257-488 (texte intégral).